# John Southworth (Priester)

Der Hl. John Southworth

John Southworth (* um 1592 in Samlesbury Hall bei Preston, Lancashire; † 28. Juni 1654 in Tyburn) war ein englischer katholischer Priester, Märtyrer und ist ein Heiliger der katholischen Kirche. 

## Leben und Wirken
Er entstammte einer alteingesessenen katholischen Familie aus der Grafschaft Lancashire und wollte Priester werden. Da zu jener Zeit die katholische Religion und ihre Ausübung in England streng verboten waren, trat er in das von Kardinal William Allen gegründete englische Exil-Priesterseminar („Collège des Anglais“) in Douai ein, das damals nicht zu Frankreich, sondern zu den Spanischen Niederlanden gehörte. Hier wurde er im April 1618 zum Priester geweiht. 
John Southworth kehrte im Dezember des Jahres in seine Heimat zurück, um hier als Seelsorger tätig zu sein. 1626 wurde er dafür in Lancashire zum Tod verurteilt und ab 1627 in Lancaster Castle eingesperrt. Dort war der Hl. Edmund Arrowsmith sein Mitgefangener. Vor dessen  Hinrichtung konnte er ihm 1628 hier die Absolution erteilen. 1630 überstellte man Southworth nach London. 1636 entließ man ihn als Freigänger aus dem Gatehouse Prison, wonach er sich im Stadtteil Clerkenwell aufhielt. Hier wirkte Southworth eifrig als Geistlicher und kümmerte sich auch besonders um die Kranken einer damaligen Pest-Epidemie in Westminster. Ende 1637 inhaftierte man ihn erneut. Bis 1654 wechselten sich Haft- und Freiheitsperioden miteinander ab. Immer blieb der Priester unter dem Zugriff der Behörden, betätigte sich dabei aber weiter als Seelsorger, sowohl im Gefängnis wie auch unter den Londoner Einwohnern. 
Schließlich kam er am 19. Juni 1654 endgültig in Haft. Unter Oliver Cromwell wurde ihm am Old Bailey Court der Prozess gemacht, in dem er sich freimütig als katholischer Priester bekannte. Man verurteilte ihn deshalb zum Tod durch Erhängen und anschließendem Vierteilen. Das Urteil wurde am  28. Juni 1654 am Londoner Richtplatz in Tyburn vollstreckt; zuvor hielt John Southworth dort noch eine lange Ansprache an die Anwesenden. Hier befindet sich heute zur Erinnerung an ihn und viele dort als Märtyrer gestorbene Katholiken der Tyburn Convent, mit einem Altar in Form des historischen dreibeinigen Tyburn-Galgens („Tyburn Tree“).

## Posthume Verehrung

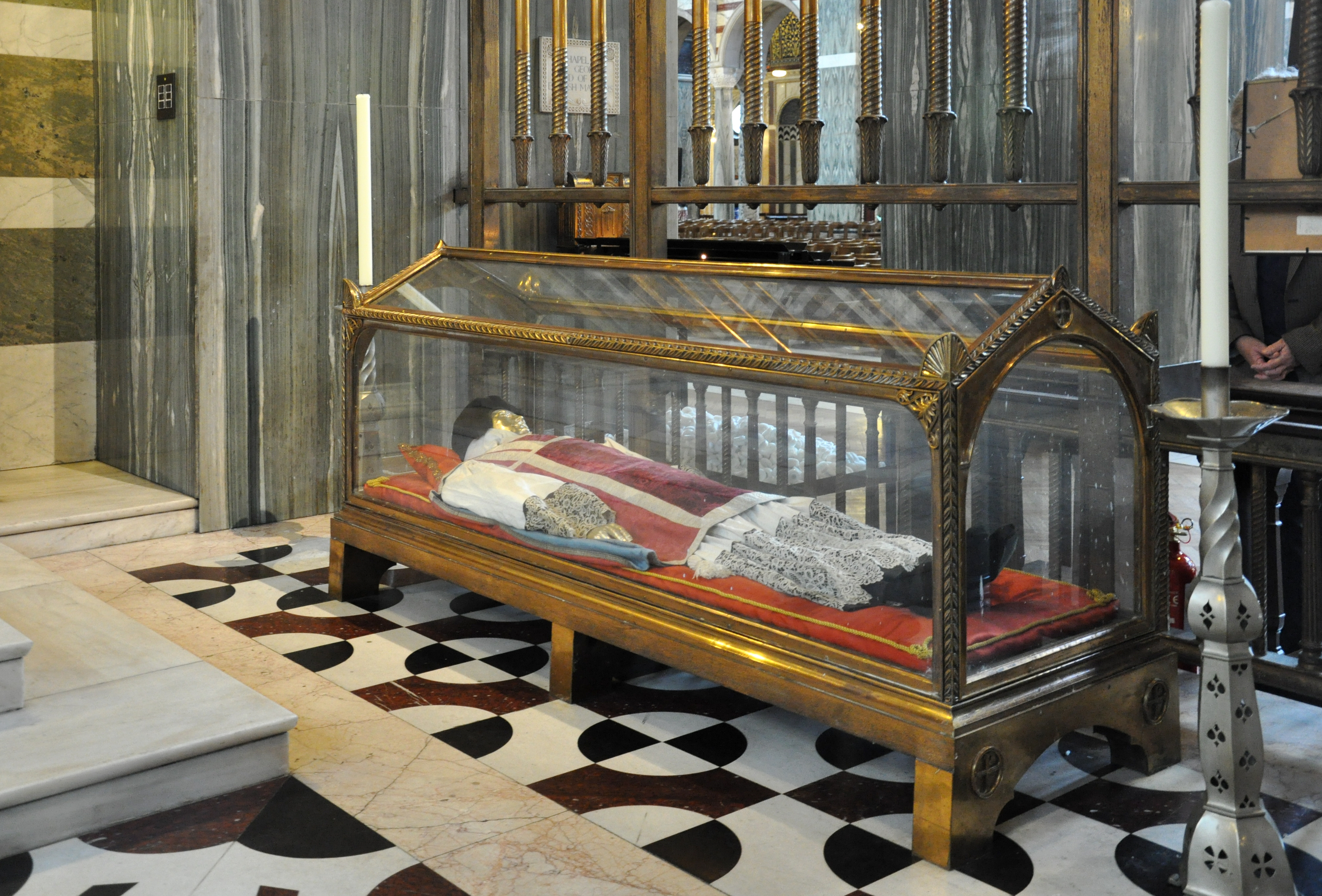
Reliquienschrein in der Westminster Cathedral

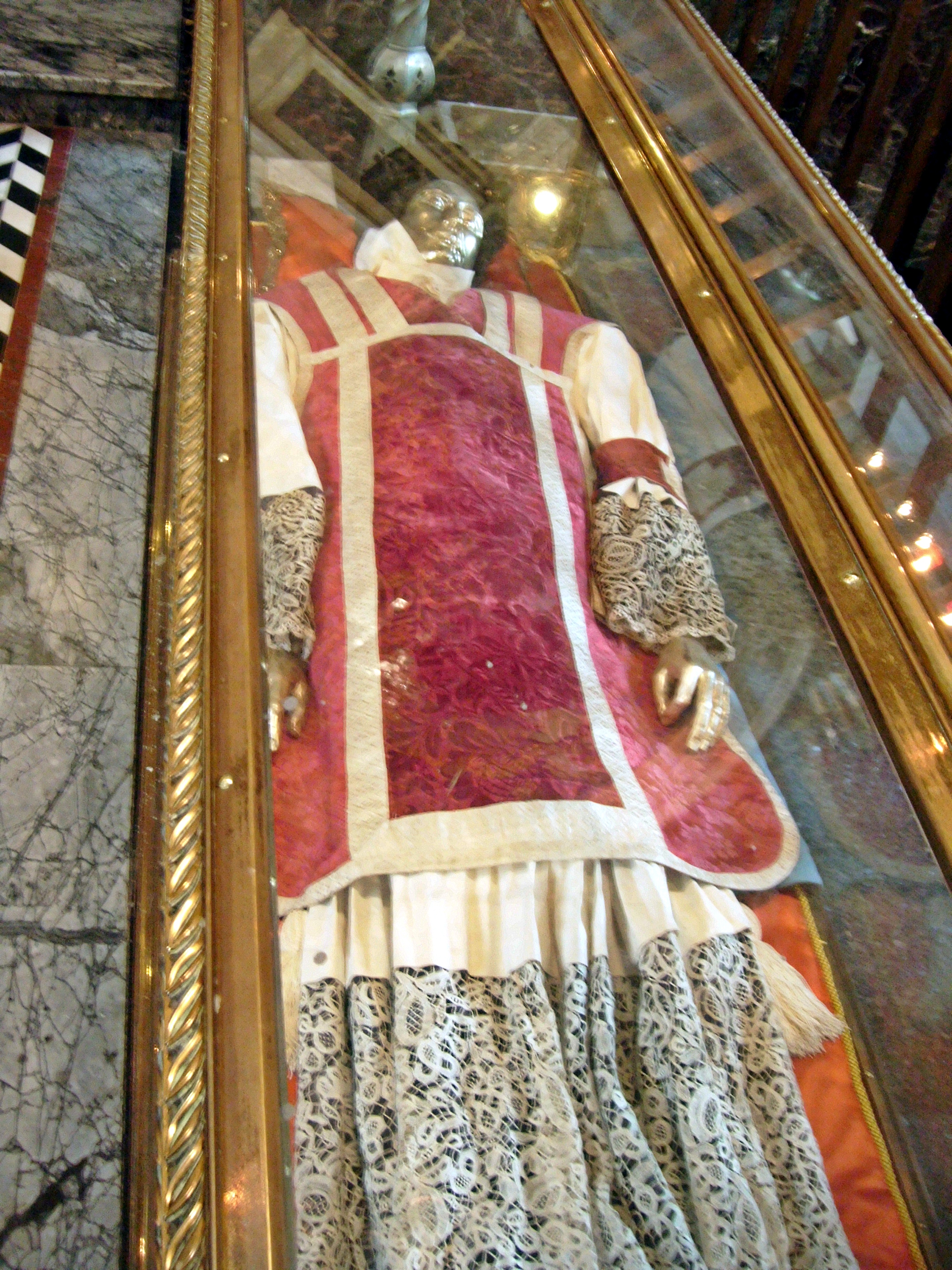
Leib des Heiligen

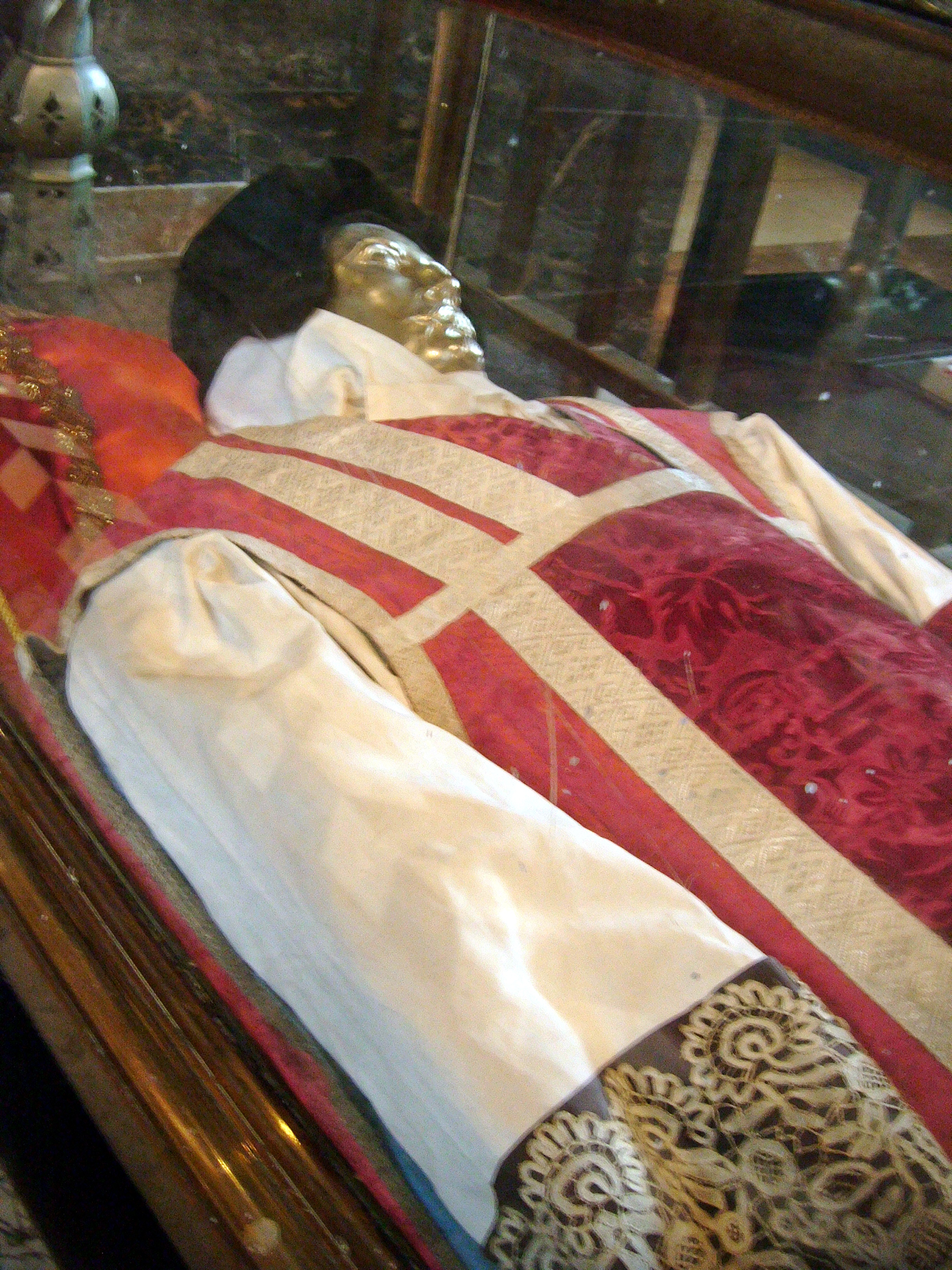
Oberkörper des Heiligen

Der spanische Botschafter Alonso de Cárdenas  kaufte Southworths Körper für 40 Guineen, ließ ihn einbalsamieren und wieder zusammensetzen; dann schaffte er ihn außer Landes und er wurde 1655 im Seminar von Douai beigesetzt. Hier entwickelte sich schon kontemporär eine Verehrung des Märtyrers. So wurde beispielsweise 1656 die Genesung von Francis Howard, Sohn von Henry Howard, 22. Earl of Arundel und Bruder von Kardinal Philip Thomas Howard, seiner Fürsprache zugeschrieben. 
Zur Zeit der französischen Revolution vergrub man den Leib von John Southworth 1793 in einem verlöteten Sarg, unter den Wirtschaftsgebäuden des Seminars. Dieses wurde aufgelöst und 1834 in eine Kaserne umgewandelt. Nach der Wiederherstellung der katholischen Hierarchie in England ließ Nicholas Wiseman, der erste katholische Kardinal und Erzbischof nach der Reformation, 1863 Nachforschungen zu den in Frankreich verbliebenen Reliquien des Märtyrers anstellen. Die Grabungen in Douai blieben jedoch erfolglos.  
Im Zuge der Stadterweiterung von Douai riss man die alten Seminargebäude 1926 ab und fand dabei 1927 den Bleisarg mit dem gut erhaltenen Leib von John Southworth. Nahe dabei befand sich eine ebenfalls vergrabene Metallkiste mit einem Hemd des Hl. Thomas Becket und dem Birett des Hl. Karl Borromäus. 
Am 15. Dezember 1929 sprach Papst Pius XI. 136 britische Märtyrer der Reformationszeit selig, unter ihnen John Southworth. Sein Leib wurde ab 1930, in der Westminster Cathedral London, in einem gläsernen Sarg, zur Verehrung ausgestellt. Gesicht und Hände sind mit einer silbernen Hülle bedeckt. Papst Paul VI. erhob am 25. Oktober 1970 40 dieser Seligen zu Heiligen, unter ihnen wieder John Southworth. Sie werden in der katholischen Kirche am Festtag der Vierzig Märtyrer von England und Wales verehrt (4. Mai).
In Nelson (Lancashire) ist eine Schule nach dem Heiligen John Southworth benannt. Kleine Reliquienteile befinden sich auch in der Stiftskirche Saint-Pierre zu Douai. Hier wurde dem Märtyrer eine Gedenkstätte gewidmet.